# Jesper Martendal
Jesper Martendal es un jinete brasileño que compitió en la modalidad de concurso completo. Ganó una medalla de bronce en los Juegos Panamericanos de 2011, en la prueba por equipos.

## Palmarés internacional
| Juegos Panamericanos | Juegos Panamericanos | Juegos Panamericanos | Juegos Panamericanos |
| Año                  | Lugar                | Medalla              | Categoría            |
| -------------------- | -------------------- | -------------------- | -------------------- |
| 2011                 | Guadalajara (México) | Medalla de bronce    | Por equipos          |